# SiTB E 2/2
Als E 2/2 wurden die beiden Tender-Dampflokomotiven bezeichnet, die anlässlich der Betriebseröffnung 1892 von der Sihltalbahn (SiTB) angeschafft wurden.
Die Lokomotiven wurden wegen des freistehenden umlaufenden Handlaufs um den Kessel auch «Gartehägli»-Lokomotive genannt.
Die Lokomotive wurde von der Schweizerischen Lokomotiv- und Maschinenfabrik (SLM) in Winterthur bezogen.

## Geschichte
Die Lokomotiven wurden anlässlich der Betriebseröffnung der Sihltalbahn für das Führen der Personenzüge angeschafft. Für den Güterverkehr und als Unterstützung wurde als dritte Lokomotive die E 3/3 beschafft. Anfänglich war sogar vorgesehen, für die Personenzüge nur Tramway-Lokomotiven von zehn Tonnen anzuschaffen, die maximal drei zweiachsige Wagen hätten mitführen können. Aber man entschied doch für die leistungsfähigere Variante und kaufte infolgedessen diese beiden E 2/2. Diese ermöglichte zumindest vier Wagen mitzuführen. Doch auch diese Variante erwies sich als zu wenig leistungsfähig. Sie waren zwar gut geeignet, den normalen Verkehr zu bewältigen und waren auch sehr sparsam im Verbrauch. Wenn aber an Sonntagen das Wetter schön war, gab es auf der Sihltahlbahn großen Ausflugsverkehr. In der Folge musste man auch entsprechend lange Züge anbieten, wenn man die Züge nicht doppelt führen wollte. Aber gerade dafür war bei diesen Lokomotiven keine Leistungsreserven vorhanden. Deshalb kamen sie nur auf vier Betriebsjahre bei der Sihltahlbahn und wurden durch weitere E 3/3 abgelöst.
Weil die zweite E 3/3, die 1893 angeschafft wurde, die Betriebsnummer 2 erhalten sollte, wurde die E 2/2 Nr. 2 schon nach einem Jahr umgezeichnet und erhielt die Betriebsnummer 4.
Die Lokomotiven konnten für je 20.000.- Franken an Werkbahnen verkauft werden. Dies bei einem anfänglichen Kaufpreis von 27.000.- bis 28.000.-  Schweizer Franken.

## Technisches
Die zweiachsigen Tender-Dampflokomotiven waren von der Bauart Brown und besassen einen Doppelhebelantrieb. Dies ermöglichte es, den Zylinder und die Steuerung oberhalb des Umlaufbleches zu installieren, wodurch sie dem Strassenstaub nicht so stark ausgesetzt waren. Der Doppelhebel-Antrieb wirkte auf die zweite Achse, während die erste Achse als Kuppelachse ausgebildet war. Die Kuppelstange war aussen liegend. Die Lokomotiven besassen eine Innenrahmen mit integrierten Wassertank. Es war ein kleiner und leichter äusserer Ergänzungsrahmen vorhanden, um die Achse des Doppelhebelantriebes aufzunehmen, der zugleich auch der Lagerung des Zylinders diente. Die Federn lagen oberhalb der Achslager. Bei der ersten Achse unterhalb des Zylinders zwischen den beiden Rahmen, bei der zweiten Achse oberhalb des Umlaufbleches zur Hälfte im Führerhaus. Zum Schutz des Personals war der Handlauf nicht am Kessel angebracht, sondern freistehend ausserhalb der Zylinder und des Antriebes.
Die Zylinder hatten untenliegende Ventilblöcke, welche von einer einfachen und leichten Lenkersteuerung ohne Exzenter angesteuert wurden. Die Einstellung und Umsteuerung der Fahrtrichtung erfolgte über eine Hebelsteuerung. Der Ventilregulator, der sich aussen am Dampfdom befand, wurde über eine Welle und ein Exzenter betätigt.
Auf dem Kessel befand sich vorn der Dampfdom mit Sicherheitsventil und hinten der Sanddom mit Sandkasten. Die Dampfzuleitung führte ausserhalb des Kessels zu den Schieberkästen. Es führte nur ein Sandrohr vor die Treibachse, das heisst, es konnte nur in Vorwärtsfahrt gut gesandet werden.
Es war eine automatische Westinghouse-Bremse eingebaut. Die Luftpumpe dafür befand sich in Fahrrichtung rechts vorn am Führerhaus. Links befand sich der Kohlekasten. Jedes Rad besass einen einseitig wirkenden Bremsklotz.

## Betriebliches
Die Lokomotiven war zum Führen der Personenzüge vorgesehen und wurden dann auch entsprechend hauptsächlich vor Personenzügen eingesetzt. Es stellte sich aber schnell heraus, dass sie zu schwach dimensioniert waren. Denn ein regulärer Personenzug bestand damals aus einem Gepäck und zwei bis drei Personenwagen, womit die Leistungsgrenze dieser zweiachsigen Lokomotive schon erreicht war. Gerade im Hinblick auf die geplante Verlängerung der Sihltalbahn von Sihlwald nach Sihlbrugg, musste eher mit noch längeren und schwereren Zügen gerechnet werden. Deswegen entschied man sich, die Lokomotiven zu verkaufen und weitere E 3/3 anzuschaffen.

## Verbleib
Die Nummer 2 (Nr. 4) wurde 1896 an die Färberei Thalwil verkauft, wo sie bis 1937 im Einsatz war. Danach wurde sie verschrottet.
Die Nummer 3 wurde 1887 an die Von Roll Werke verkauft. Zuerst kam sich ins Werk Choindez, wechselte aber 1912 ins Werk Klus. 1941 wurde die Lokomotive nach Deutschland verkauft, wo sich ihre Spur verliert.